# Tomás Leal da Câmara
Tomás Júlio Leal da Câmara (Pangim, Índia Portuguesa, 30 de Novembro de 1876 — Rinchoa, 21 de Julho de 1948) foi um pintor e caricaturista português. 

## Biografia e obra
Chegado a Lisboa com quatro anos de idade, veio revelar, desde muito cedo, especial aptidão para o desenho, principalmente a caricatura. Frequentou o Instituto de Agronomia e Medicina Veterinária, que abandonou em 1896 para se dedicar à defesa do ideal republicano.
Colaborou em vários jornais da época como O Inferno — Jornal de Arte e Crítica, A Marselhesa  (1897-1898), A Sátira   (1911), A Corja   (1898) e O Diabo. A sua colaboração nestes jornais, tecendo críticas violentas à Monarquia e à Igreja, provocou a suspensão das publicações. A forte tendência satírica, levou-o a ser considerado inimigo da instituição Monárquica e foi forçado a exilar-se em Madrid e depois em Paris — onde se fixou a partir de 1900, colaborando no grande jornal de caricaturas L'Assiette au Beurre — e finalmente na Bélgica, vindo a tornar-se reconhecido a nível europeu.
Durante a sua estada em Madrid de 1898 a 1900 mantém uma amizade com o poeta modernista Rubén Darío. Foi também testemunha de um destacado incidente no anedotário das letras espanholas do século XX: o afrontamento verbal e físico num café entre os escritores Ramón María del Valle-Inclán e Manuel Bueno em 24 de Julho de 1899.
Depois da Revolução Republicana de 5 de Outubro de 1910, pôde finalmente regressar a Portugal, fixando-se no Porto. 
Também se encontra colaboração artística da sua autoria nas publicações periódicas Branco e Negro  (1896-1898), Revista nova  (1901-1902), Miau!  (1916-), O Riso da vitória   e no jornal humorístico  Sempre fixe (1926-1932). 

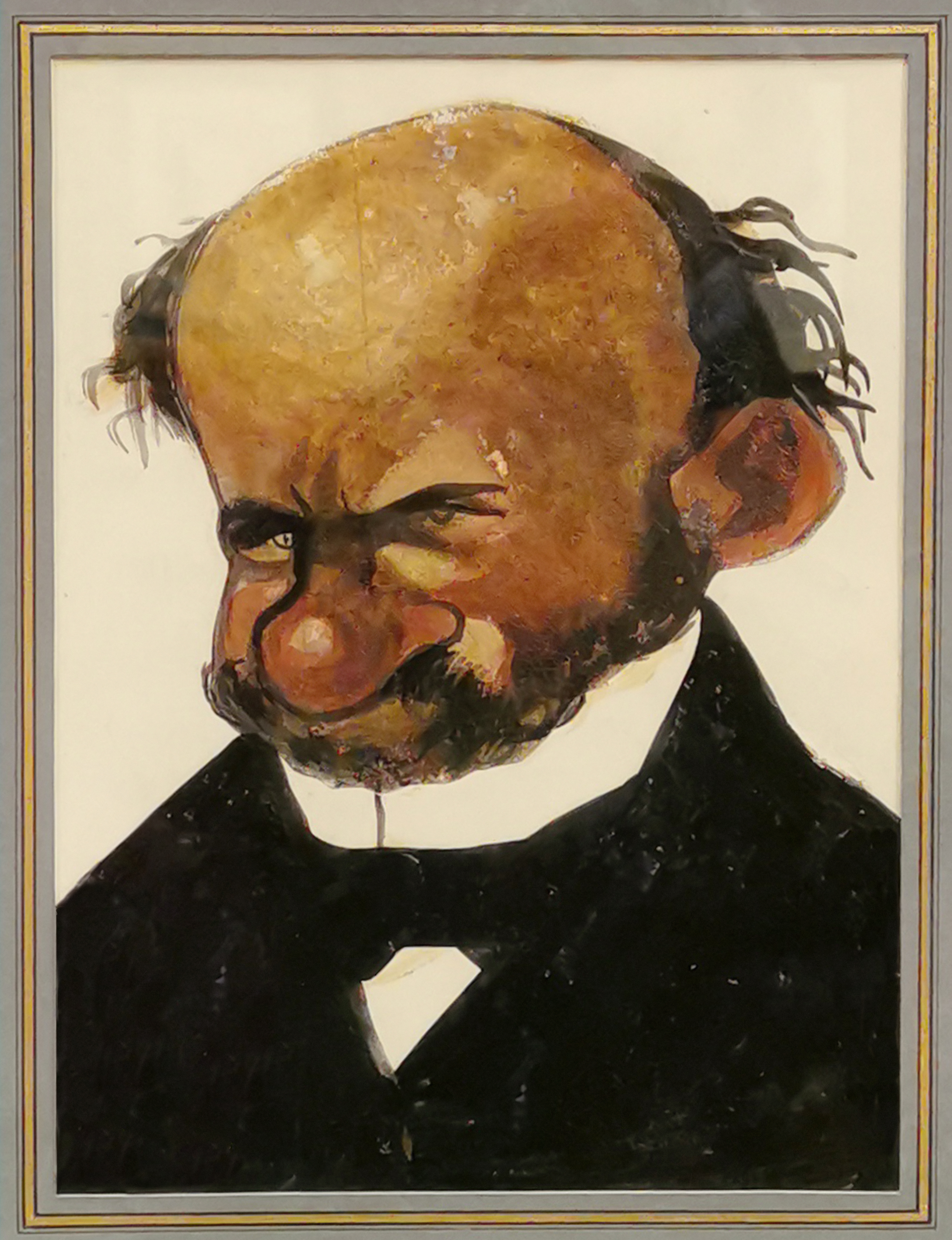
'Emile Chautemps' desenho original publicado em "L'Assiette au beurre" 1903

- Fez uma exposição individual das suas obras em Lisboa, em 1912.
- Em 1915 tornou-se animador de um grupo de artistas — Os Fantasistas, promovendo uma exposição no Palácio da Bolsa, Porto, no ano imediato.
- Em 1917 organizou uma exposição modernista sobre o tema «Arte e Guerra».

Esteve no Brasil em 1922 e, de volta a Portugal, dedicou-se a representar, em desenhos e aguarelas, figuras populares da zona saloia. Ilustrou os contos para crianças, o que lhe terá despertado o interesse pelos assuntos infantis — que se manifestou na decoração do Jardins-Escola João de Deus.
Leal da Câmara era filho de Eduardo Inácio da Câmara, dos Açores, e de Emília Leal, de Pangim. Foi casado com Júlia da Conceição Azevedo, de Mafra, de quem teve filhos. Contava 71 anos de idade quando faleceu de embolia cerebral, na Rinchoa, encontrado-se sepultado no Cemitério de Belas, concelho de Sintra.

## Homenagens
Leal da Câmara viu o seu nome consagrado ainda em vida pela Sociedade de Belas-Artes. Hoje estão presentes trabalhos seus em diversos museus portugueses.
A Casa-Museu de Leal da Câmara, na Rinchoa, concelho de Sintra, criada em 1945 e instalada na casa onde viveu de 1930 até à sua morte, é um monumento perene à sua vida e obra, testemunha do ambiente político e social conturbado do seu tempo.
Em 1986, foi inaugurada a Escola Secundária de Leal da Câmara, em Rio de Mouro, em sua homenagem.